# Bodamalai Betta
Bodamalai Betta är ett berg i Indien.   Det ligger i distriktet Erode och delstaten Tamil Nadu, i den södra delen av landet, 1 900 km söder om huvudstaden New Delhi. Toppen på Bodamalai Betta är 1 222 meter över havet, eller 437 meter över den omgivande terrängen. Bredden vid basen är 6,0 km.
Terrängen runt Bodamalai Betta är huvudsakligen kuperad. Bodamalai Betta ligger uppe på en höjd som går i nord-sydlig riktning. Runt Bodamalai Betta är det tätbefolkat, med 276 invånare per kvadratkilometer. I omgivningarna runt Bodamalai Betta växer huvudsakligen savannskog.